# Atos IT-Dienstleistung und Beratung

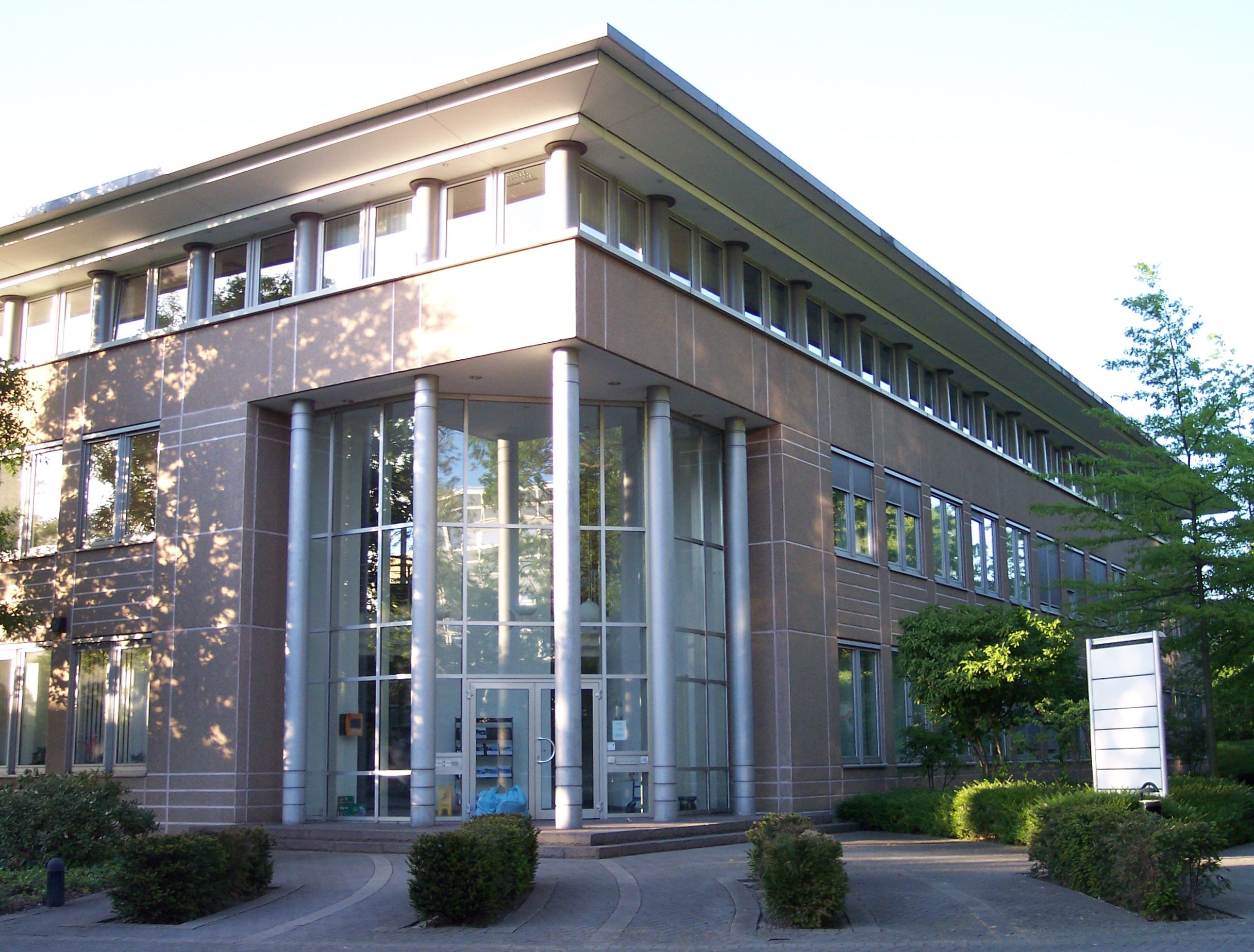
Gebäude der Atos IT-Dienstleistung und Beratung in Gelsenkirchen

Atos IT-Dienstleistung und Beratung GmbH (vormals Siemens IT-Dienstleistung und Beratung GmbH) ist im Mai 2008 aus der Zusammenführung von Services for Business IT Ruhr GmbH (SBI Ruhr) und deren Tochtergesellschaft saardata GmbH entstanden. Die Geschäfte hatte Siemens Business Services 2004 von der Ruhrkohle AG erworben. Seit der Eingliederung der Siemens IT Solutions and Services GmbH in den Atos Konzern wurde im Unternehmensnamen Siemens durch Atos ersetzt.
Das Hauptgeschäft umfasst IT-Outsourcing und IT-Solutions für Konzerne und den gehobenen deutschen Mittelstand in den Branchen Immobilienwirtschaft, Energie, Grundstoffe, Diskrete Fertigung und Chemie. Ein besonderer Fokus liegt auf speziellen IT-Lösungen für die Immobilienwirtschaft, die Kabelindustrie, Stadtwerke sowie kirchliche Einrichtungen.
Atos IT-Dienstleistung und Beratung GmbH ist eine 100-prozentige Tochtergesellschaft der ehemaligen Siemens IT Solutions and Services GmbH, der heutigen Atos IT Solutions and Services GmbH. Im Geschäftsjahr 2008 erwirtschaftete die Unternehmensgruppe SBI Ruhr und saardata mit 709 Mitarbeitern gemeinsam einen Umsatz von 111,0 Millionen Euro. Der Hauptsitz des neuen Unternehmens Atos IT-Dienstleistung und Beratung GmbH war bis 2020 Gelsenkirchen, inzwischen sind die Hauptsitze nach Essen und München verlegt worden.